# Вилар-ду-Монти (Маседу-ди-Кавалейруш)
Вила́р-ду-Мо́нти (порт. Vilar do Monte) — населённый пункт и район в Португалии, входит в округ Браганса. Является составной частью муниципалитета Маседу-де-Кавалейруш. По старому административному делению входил в провинцию Траз-уж-Монтиш и Алту-Дору. Входит в экономико-статистический субрегион Алту-Траз-уш-Монтеш, который входит в Северный регион. Население составляет 142 человека на 2001 год. Занимает площадь 6,23 км².
Покровителем района считается Святой Себастьян (порт. S. Sebastião).